# FK Shkëndija
Klubi Futbollistik Shkëndija (makedonsk: ФК Шкендија) er en makedonsk fodboldklub, beliggende i Tetovo, Makedonien. Klubbens hjemmebane hedder Gradski Stadion Tetovo og de spiller i Prva Liga, der er den bedste række i Makedonien.
Ejeren hedder Ecolog International.